# Brzozów (województwo lubuskie)
Brzozów (niem. Birkenberg, łuż. Brjazow) – wieś w Polsce położona w województwie lubuskim, w powiecie krośnieńskim, w gminie Gubin.
W latach 1975–1998 miejscowość administracyjnie należała do województwa zielonogórskiego.
Architektoniczne ukształtowanie wioski ma zwarty charakter. Od 1988 roku wieś posiada sieć wodną
Pierwsza wzmianka o tej miejscowości pochodzi z 1158 roku, kiedy należała ona do klasztoru cysterek z Gubina. 

## Zabytki
Do wojewódzkiego rejestru zabytków wpisany jest:
- pałac, z XVIII wieku/XIX wieku, pozostałość po zesple pałacowo-folwarcznym, zbudowanym w XVIII wieku, w którym mieścił się po wojnie PGR[7].

inne zabytki:
- kolumna zwycięstwa z lat 1870/71, na pamiątkę ostatniego zwycięstwa Prus, znajduje się za wsią[7].